# La papallona amb les ales ensagnades
La papallona amb les ales ensagnades (títol original en italià: Una farfalla con le ali insanguinate) és un pel·lícula italiana dirigida per Duccio Tessari, del 1971. Ha estat doblada al català.

## Argument
Un periodista de televisió, Alessandro Marchi, acusat d'haver matat a ganivetades una noia, Françoise Pigaut, en un parc de Bèrgam és condemnat a perpetuïtat. El seu advocat, Giulio, que és també el seu amic s'alegra d'haver perdut el procés, ja que és l'amant de Giulia, la dona d'Alessandro.
Després del procés, Sarah que és la filla d'Alessandro troba ocasionalment Giorgio, un jove contestatari que en procés ha intentat d'absoldre Alessandro. Una relació sentimental neix entre Sarah i Giorgio, el comportament del qual és estrany.
Dos nous delictes, semblants a l'assassinat de Françoise Pigaut, condueixen el Tribunal d'Apel·lació a revisar el judici i finalment d'absoldre'l, considerant-lo víctima d'un error judicial gràcies, entre d'altres al testimoniatge de la seva amant Marta Clerici, que durant el seu primer procés havia desaparegut estranyament. Ja en llibertat, Alessandro Marchi és trucat telefònicament per tal de fixar una cita amb Giorgio, que li revela ser l'autor dels dos delictes.
Giorgio es prepara doncs a matar Alessandro que es defensa hàbilment, durant la lluita els dos protagonistes es fereixen mortalment.

## Repartiment
- Helmut Berger: Giorgio
- Giancarlo Sbragia: Alessandro Marchi
- Ida Galli: Maria Marchi
- Silvano Tranquilli: l'inspector Berardi
- Wendy D'Olive: Sarah Marchi
- Carole André: Françoise Pigaut
- Lorella De Luca: Marta Clerici
- Dana Ghia: la mare de Giorgio

## Al voltant de la pel·lícula
- El rodatge va tenir lloc a Bèrgam i Milà.